# Butteaux
Butteaux ist eine französische Gemeinde mit 255 Einwohnern (Stand: 1. Januar 2022) im Département Yonne in der Region Bourgogne-Franche-Comté (vor 2016 Bourgogne). Sie gehört zum Arrondissement Auxerre (bis 2017 Avallon) und zum Kanton Saint-Florentin (bis 2015 Flogny-la-Chapelle). 

## Geografie
Butteaux liegt etwa 30 Kilometer nordöstlich von Auxerre. Der Armançon begrenzt die Gemeinde im Südwesten. Umgeben wird Butteaux von den Nachbargemeinden Germigny im Norden und Nordwesten, Soumaintrain im Norden und Nordosten, Les Croûtes im Nordosten, Percey im Süden und Osten sowie Jaulges im Westen und Südwesten.

## Bevölkerungsentwicklung
| Jahr                      | 1962 | 1968 | 1975 | 1982 | 1990 | 1999 | 2006 | 2013 |
| Einwohner                 | 245  | 216  | 239  | 221  | 257  | 259  | 265  | 269  |
| Quelle: Cassini und INSEE |      |      |      |      |      |      |      |      |

## Sehenswürdigkeiten
- Kirche Saint-Roch